# Friederike Hassauer
Friederike Hassauer (* 29. November 1951 in Würzburg; 2. Dezember 2021 ebenda) war eine deutsche Literaturwissenschaftlerin und Professorin der Romanischen Philologie an der Universität Wien mit den Schwerpunkten französische und spanische Literatur- sowie Medienwissenschaft. Sie gilt als Wegbereiterin der Geschlechterforschung in der Romanistik.

## Leben und Werk
Friederike Hassauer studierte von 1971 bis 1975 Romanistik, Germanistik, Komparatistik, Philosophie, Soziologie und Kunstgeschichte in Würzburg, Tübingen und St. Louis; sie erhielt ihren Master von der Washington University in den USA. Von 1978 bis 1980 war sie Dissertationsstipendiatin der Studienstiftung des Deutschen Volkes. Nach Studienaufenthalten in Paris, Madrid, Salamanca, Siena und Perugia promovierte sie 1980 an der Ruhr-Universität Bochum mit einer Arbeit über die Fabel des 18. Jahrhunderts in der französischen Aufklärung, die mit dem Dissertationspreis der Universität Bochum ausgezeichnet wurde. 1988 folgte die Habilitation in Siegen über die Mediengeschichte des mittelalterlichen Jakobswegs. 1991 wurde sie auf die Professur für Romanische Philologie an die Universität Wien berufen, die sie bis zu ihrer Emeritierung 2020 bekleidet hat.
In Forschung, Lehre und Publikationen beschäftigte sich Friederike Hassauer mit Medientheorie und -geschichte; Literaturtheorie und -geschichte. Ihre kulturwissenschaftlichen Arbeiten im Bereich Geschlechterforschung fokussierte sie auf Frankreich und Spanien in der Zeit vom Mittelalter bis zum 19. Jahrhundert und insbesondere auf die Querelle des femmes in der Romania seit dem Mittelalter bis zur Neuzeit. 2008 gab sie einen Sammelband über die «Querelle des femmes» unter dem Titel Heißer Streit und kalte Ordnung heraus, in dem 21 Autorinnen und Autoren die Frauenliteratur in Spanien und in Hispano-Amerika erforschen. Friederike Hassauers Einführung in den Band beurteilte Frank-Rutger Hausmann als „methodisch wie sprachlich“ brillant.
Zusammen mit ihrem Lebensgefährten, dem Schriftsteller Peter Roos, hat sie Buch- und Dokumentarfilmprojekte realisiert. Sie schrieb außerdem Essays für den Spiegel, die Zeit, den Standard und die FAZ.

## Auszeichnungen
- 1980 Dissertationspreis der Universität Bochum
- 1998 Verdienstmedaille der Universität Konstanz

## Mitgliedschaften und Funktionen
- 1997/98 Mitglied der Strukturreformkommission der Universität Konstanz
- 1999 bis 2009 Kuratorin der Volkswagen Stiftung
- Seit 2000 Mitglied der Ständigen Kommission für Forschung der Österreichischen Rektorenkonferenz
- 2002/03 Mitglied der Strukturreformkommission des Landes Schleswig-Holstein
- 2002 und 2008 Jury-Mitglied des Weser-Ems-Wissenschaftspreises, Universität Oldenburg
- Seit 2007 korrespondierendes Mitglied (Inland) der Österreichischen Akademie der Wissenschaften
- Permanent Fellow des Instituts für die Wissenschaften vom Menschen (IWM), Wien
- 2007/08 Hochschulrat der Universität Konstanz

## Schriften (Auswahl)
- Was ist Literatur? Einführung in die Romanistik (Hispanistik/Galloromanistik) und die Allgemeine Literaturwissenschaft. (Wien 1998)
- Homo.Academica – Geschlechterkontrakte, Institution und die Verteilung des Wissens. (1994)
- Santiago: Schrift – Körper – Raum – Reise. Eine medienhistorische Rekonstruktion. (1993, zugleich Habilitationsschrift Universität Siegen 1988)
- Textverluste. Eine Streitschrift. (1992)
- Die Philosophie der Fabeltiere – Von der theoretischen zur praktischen Vernunft. Untersuchungen zu Funktions- und Strukturwandel in der Fabel der französischen Aufklärung. (1986, zugl. Dissertation Universität Bochum 1980)
- Félicien Rops: Der weibliche Körper – der männliche Blick (mit Peter Roos, 1984)

Herausgeberschaft
- Heißer Streit und kalte Ordnung. Epochen der ‚Querelle des Femmes‘ zwischen Mittelalter und Gegenwart. (2008)
- Geschlechterstreit am Beginn der europäischen Moderne. (Mit G. Engel/C. Opitz/B. Rang/H. Wunder, 2004)
- Streitpunkt Geschlecht – Historische Stationen der „Querelle des Femmes“ in der Romania.(mit W. Aichinger/M. Bidwell–Steiner/J. Bösch/E. Cescutti/K. Wozonig, 2001)
- Die Frauen mit Flügeln, die Männer mit Blei? Notizen zu weiblicher Ästhetik, Alltag und männlichem Befinden. (mit Peter Roos, 1986)
- Über die Weiber: Arthur Schopenhauer. (1986)
- Anna Seghers Materialienbuch. (mit Peter Roos, Darmstadt 1977)

Buchbeiträge in:
- Gabriele Jähnert (Hrsg.): Das Geschlecht der Wissenschaften. Zur Geschichte von Akademikerinnen im 19. und 20. Jahrhundert (2010)
- Geschlechterstreit am Beginn der europäischen Moderne. Die Querelles des Femmes (2004)
- Die Seele ist nicht Mann, nicht Weib. Stationen der Querelles des Femmes in Spanien und Lateinamerika vom 16. bis 18. Jahrhundert. In: Gisela Bock, Margarete Zimmermann (Hrsg.): Die europäische Querelle des Femmes. Geschlechterdebatten seit dem 15. Jahrhundert, Querelles Jahrbuch Band 2/1997

## Filme
- Der infame Fély – Auf den Spuren eines Malers namens Rops (mit Peter Roos, Regie: Ferdi Roth), WDR 1985
- Nach Santiago! Eine Pilgerstraße ans Ende der Welt (mit Peter Roos), Erstausstrahlung WDR III 1982